# 모치즈키 미네타로

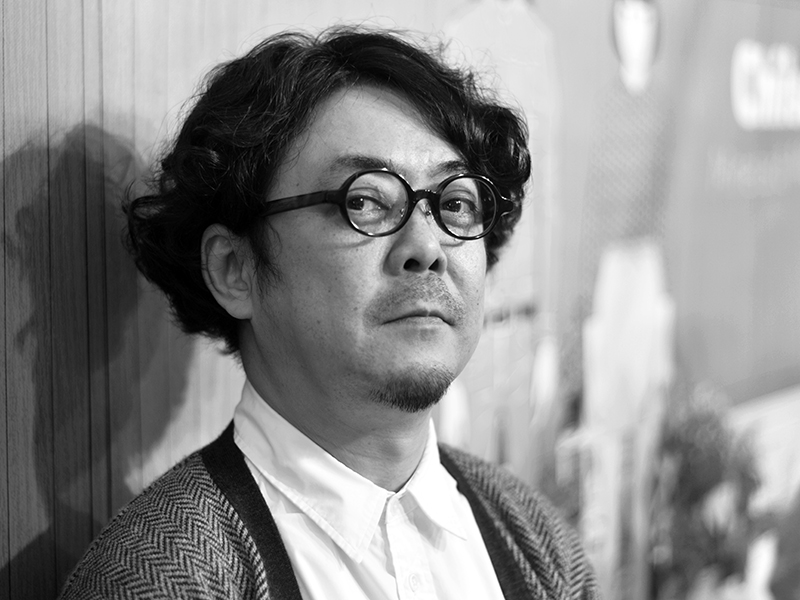

모치즈키 미네타로 (일본어: 望月峯太郎, Hepburn: Mochizuki Minetarō)는 일본의 만화가이다.